# Otto von Saldern
Otto Albrecht Theodor von Saldern (* 21. September 1802 in der Kavalierstraße 25 in Dessau; † 9. Januar 1880 ebenda) war ein anhaltischer Oberforstrat und Kammerherr im Herzogtum Anhalt.

## Leben

### Herkunft und Familie
Otto war ein Sohn des Heinrich von Saldern (1779–1850) und dessen Ehefrau Wilhelmine, geb. von Glafey (1777–1829), Tochter des Hofmarschalls von Glafey. Er verlobte sich im November 1828 mit seiner Kindheitsfreundin Luise, geb. von Eckhardtstein (* 1810; gest. 16. Mai 1855), Tochter des Freiherrn Georg Christian von Eckhardtstein und dessen Ehefrau Charlotte Johanna, geb. von Loen. Am 11. September 1829 erfolgte in der Dessauer Zerbster Straße die Trauung. Das Ehepaar bekam zahlreiche Kinder, von denen nur wenige das 18. Lebensjahr erreichten, nämlich:
- Blanca von Saldern (* 27. Juni 1830 in Wörlitz; gest. 1899), Stiftsdame
- Edmund von Saldern (* 16. Januar 1833 in Wörlitz; gest. 1906), preußischer Oberst und Vertrauter Friedrich III.
- Heinrich von Saldern (* 24. Februar 1838 in Wörlitz; gest. 1902), anhaltischer Kammerherr und Oberhofjägermeister
- Helene von Saldern (* 5. Juni 1845 in Wörlitz; gest. 1908), Stiftsfräulein
- Anna von Saldern (* 15. September 1846; gest. unbekannt)
- Amelié von Saldern (* 15. Oktober 1847; gest. 1917), Hofdame

### Karriere
Otto wurde am 26. Oktober 1802 in der Schloss- und Stadtkirche St. Marien vom Diakon de Marée in Dessau getauft. Ab 1808 begann für ihn die schulische Erziehung durch eine französische Gouvernante und ab 1813 durch den Theologen und Hauslehrer Klee. Ab Ostern 1814 besuchte er das Dessauer Gymnasium, wechselte aber schon Ostern 1815 an das „Pädagogium Halle“ in Halle (Saale). Ostern 1816 wurde er in der Dessauer St. Johanniskirche konfirmiert. Ostern 1822 beendete er erfolgreich das Abiturienten-Examen mit dem Zeugnis der Reife zur Universität.
Um in die Fußstapfen seines Vaters zu treten, folgte er seinem Wunsch Förster zu werden und absolvierte eine einjährige Forstlehre in Harzgerode, sowie direkt darauf eine einjährige Ausbildung in der Forstverwaltung in Isenburg im Harz. Nach diesen zwei Jahren zog er nach Berlin, wo er ab Ostern 1824 zahlreiche Vorlesungen und Fachlehrkurse zur Forstwissenschaft an der Friedrich-Wilhelm-Universität belegte. Auf Rat seines Vaters immatrikulierte sich Otto im Ostern 1825 an der Forstlichen Hochschule in Tharandt. Im Herbst 1826 beendete er erfolgreich sein Studium. Danach bewarb er sich sofort für das herzogliche Forstverwaltung in Dessau als Forstjunker, sowie zugleich als Kammer- und Hofjunker.
Die Einstellung als Forstjunker verzögerte sich aber deutlich, da der Fürst von Anhalt-Dessau stattdessen Carl von Wolfframsdorff, Sohn des Vorsitzenden der Staatsregierung zum Forstjunker ernannte. Als Trost wurde er vom Herzog am 22. April 1826 zum Hof- und Forstjunker mit Vorbehalt eingestellt. Dadurch war seine Einstellung gesichert, auch wenn ohne Gehaltszahlung. Das Warten auf eine endgültige Anstellung nutzte er um durch ganz Europa zu reisen, um einerseits so viele Forste wie möglich kennenzulernen und auch in Paris und Genf seine französischen Sprachkenntnisse zu verbessern. Seine Forstreise führte ihn durch zahlreiche deutsche Kleinstaaten, Böhmen, die Schweiz, Italien, Frankreich, Dänemark und Schweden.
Nach Anfrage seines Vaters wurde Otto 1827 mit dem Johanniterorden ausgezeichnet. Am 30. September 1827 kehrte Otto wieder nach Dessau zurück, woraufhin er am 30. Oktober desselben Jahres fest als Forstjunker eingestellt wurde. In dieser Position wurden ihm drei kleine Forstrevieren im Herzoglichen Privatbesitz auf preußischem Gebiet zugeteilt. Auch wurde er an die Dessauer Oberforstamtbehörde versetzt. Im März 1828 wurde er zum Kammerjunker ernannt. Durch seinen Beruf konnte er sich nun eine eigene Wohnung in der Kavalierstraße 24 mieten, ein Reiterpferd kaufen und einen persönlichen Diener einstellen.
Nachdem der Oberförster zu Wörlitz verstorben war, übernahm Otto am 1. Dezember 1829 die Leitung der Wörlitzer Oberförsterei, zu der auch das Schloss Wörlitz gehörte. In Wörlitz bezog er mit seiner Familie das sogenannte Gelbe Haus. Im Jahre 1833 wurde er zum Forstmeister befördert. 1842 wurde er zum Kammerherr der Herzogin von Anhalt-Dessau ernannt und damit beauftragt, sie auf jeder Auslandsreise zu begleiten und die Reisekosten zu verwalten. Eine der ersten Reisen führte zur Einweihung einer steinernen Eisenbahnbrücke bei Halle (Saale) durch den preußischen König Friedrich Wilhelm IV. Nach längeren Dienst bei der Herzogin zog er aber wieder nach Wörlitz, wo er die Deutsche Revolution im Jahre 1848 miterlebte. In der neugebildeten Regierung unter dem Präsidenten Habicht wurde nun als Regierungsforstrat Mitglied des neugebildeten Kollegiums für leitende Aufgaben der Domänen- und Forstverwaltung und nach Dessau versetzt. Das Amt teilte er sich mit Carl von Wolfframsdorff. Sein Nachfolger als Oberförster zu Wörlitz war Alexander von Marées. In Dessau erwarb er ein Stadthaus in St. Johannisstraße 9 von einem Pfarrer namens Popitz. Anfang 1849 kaufte er noch das Nachbarshaus, um es abzureißen.
Nach dem Tode seines Vaters erbte er das Rittergut Vehlgast in der Westprignitz, verkaufte es aber schon 1858, da er keinen Gewinn erwirtschaften konnte. Mit dem Verkauf des Gutes verlor er sein Adelsprivileg als Rittergutsbesitzer. Im Jahre 1853 erwarb er mit dem Erbe das Gleyfersche Gut in Wörlitz, welches er 1872 an den Kaufmann Moritz Goldschmidt aus Coswig verkaufte.
Otto diente weiterhin als Kammerherr und wurde wieder damit beauftragt die Herzogin oder die zwei Prinzessinnen von Anhalt, Agnes und Marie-Anna, auf Reisen zu begleiten, darunter zum königlichen Hof Ernst August in Hannover, zum kaiserlich-russischen Hof in Warschau, zum königlich-preußischen Hof im Schloss Charlottenburg und zum kaiserlichen Hof von Franz Joseph I. in Wien. Seine neue Aufgabe in der Forstverwaltung bestand aus der Separation und Bewertung der anhaltischen Forste im Zuge der Trennung von Staat und anhaltischem Hof. Zwischen 1867/68 avancierte Otto zum Regierungs-Oberforstrat im vereinigten Anhalt. 1870 trat er in den Ruhestand und wurde mit der Komtur I. Klasse das Hausordens Albrechts des Bären ausgezeichnet.
Im Ruhestand unternahm er zahlreiche Kurreisen und Besuche von Verwandten, wie z. B. in Deutsch Nienhof, Plattenburg, Wilsnack, Berlin oder Ringenwalde.

## Auszeichnungen (Stand 1876)
- Komtur I. Klasse des Hausordens Albrechts des Bären
- Komtur des Franz-Joseph-Ordens
- II. Klasse des Roten Adlerordens
- II. Klasse des Königlichen Kronen-Ordens (Preußen)
- Ritter I. Klasse des Guelphen-Ordens
- Komtur II. Klasse des Herzoglich Sachsen-Ernestinischen Hausordens

## Werke
- Lebens-Beschreibung des Herzoglich Anhaltischen Kammerherrn Otto von Saldern. 1874